# 322 Фео
322 Фео (322 Phaeo) — астероїд головного поясу, відкритий 27 листопада 1891 року Альфонсом Борреллі у Марселі.